# Франсиско де Вільягра
Франсиско де Вільягра (ісп. Francisco de Villagra, 1511, Сантервас, Іспанія — 22 липня 1563, Консепсьйон) — іспанський конкістадор і губернатор Чилі.
Він був сином Альваро де Саррія і Ани Веласкес де Вільягра, що не були одружені, через це він і взяв прізвище матері. Після прибуття до Америки, вирушив до Перу, де разом з Алонсо де Меса спробував визволити Дієґо де Альмаґро, на той час полоненого братів Пісарро, проте цей заколот було розкрито, і лише через наказ Ернандо Пісарро йому залишили життя.